# نيكولاي ماركوسين
نيكولاي ماركوسين (بالدنماركية: Nikolaj Markussen)‏ مواليد 1 أغسطس 1988، هو لاعب كرة يد دانمركي. مثل منتخب الدنمارك لكرة اليد. شارك في دورة الألعاب الأولمبية الصيفية سنة 2012. حقق المركز الأول في البطولة الأوروبية لكرة اليد للرجال 2012.

## سجل المنافسة
شارك في البطولات التالية:
- بطولة أوروبا لكرة اليد للرجال 2012
- الألعاب الأولمبية الصيفية 2012

## الإنجازات
- الدوري الدنماركي لكرة اليد:
  -  ذهبية: 2015–16

## روابط خارجية
- نيكولاي ماركوسين على موقع الاتحاد الأوروبي لكرة اليد (الإنجليزية)
- نيكولاي ماركوسين على موقع أوليمبيديا (الإنجليزية)